# Campionati del mondo di ciclismo su strada 2001 - Cronometro maschile Elite
La cronometro maschile Elite dei Campionati del mondo di ciclismo su strada 2001 fu corsa l'11 ottobre 2001 in Portogallo, nei dintorni di Lisbona, su un percorso di 38,7 km. L'oro andò al tedesco Jan Ullrich, che vinse con il tempo di 51'50"00 alla media di 44,797 km/h, l'argento al britannico David Millar e il bronzo al colombiano Santiago Botero.

## Classifica (Top 10)
| Pos. | Corridore        | Squadra       | Tempo     |
| ---- | ---------------- | ------------- | --------- |
| 1    | Jan Ullrich      | Germania      | 48'08"45  |
| 2    | David Millar     | Gran Bretagna | a 8"23    |
| 3    | Santiago Botero  | Colombia      | a 17"15   |
| SQ   | Levi Leipheimer  | Stati Uniti   | a 25"53   |
| 5    | László Bodrogi   | Ungheria      | a 33"76   |
| 6    | Leif Hoste       | Belgio        | a 35"32   |
| 7    | Santos González  | Spagna        | a 1'04"03 |
| 8    | Nathan O'Neill   | Australia     | a 1'06"34 |
| 9    | David Plaza      | Spagna        | a 1'07"81 |
| 10   | Michael Blaudzun | Danimarca     | a 1'15"42 |